# Bednay Éva
Bednay Éva [Eve B'ay] (Budapest, 1927. május 1. – Bonn, Németország, 2017. június 21.) magyar festőművész, Bednay Dezső iparművész, műgyűjtő felesége.

## Életútja

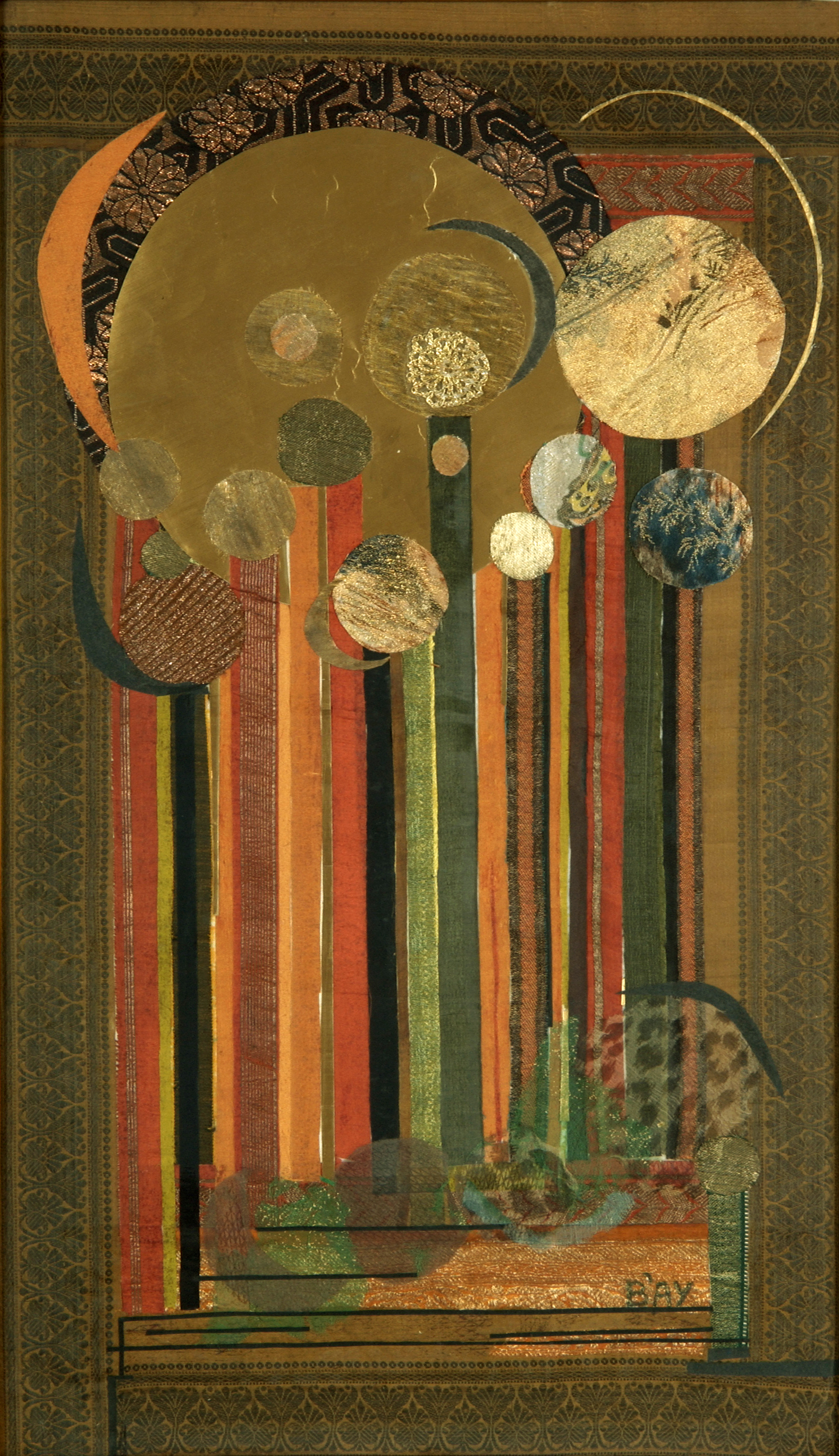
Varázslatos erdő

A második világháború után, 1946-ban textilművészeti szakon végzett a Magyar Iparművészeti Főiskolán. Mesterei Domanovszky Endre és Kacziány Aladár voltak. Páris Erzsébet magántanítványaként grafikát, illusztrálást tanult.
Pályájának az elején az ebben az időben elterjedt műanyagok művészeti felhasználásával kísérletezett, főleg saját maga által kidolgozott technikával, műanyag-kockákból összeállított mozaikszerű faliképeket készített. 1964-től férjével, Bednay Dezső iparművésszel a fogyatékos fiúk és lányok Marczibányi téri intézetében mozgássérültek művészeti oktatásával, reklám- és egyéb karakter-figurák előállításával foglalkozik. Erre az időre datálódik a kollázsra emlékeztető rajz- és festési technika megjelenése is a művészetében (pl. Szabadkőművesség c. kép).
Az 1960-as években az olajfestés mellett a kelet-ázsiai lakktechnikákkal és különböző szerves és szervetlen anyagoknak, fémnek, műanyagoknak a lakképekbe történő beépítésével készült munkák váltak meghatározóvá tevékenységében. Ezeket a – főleg figurális – képeit a lakk által kínált lehetőségek kihasználása, a színek összeolvadásának egyéni, sajátos alkalmazása és mély érzelmek megfogalmazása teszik különlegessé (pl. Magyar Menyasszony, Pietá, Kék Rapszódia c. kép).
Szabadulni kívánva a magyarországi alkotómunka korlátaitól, de családi okokból is, a hetvenes évek elején külföldre távozott. (Ennek a fájdalmas időszaknak az eredménye a nagy feltűnést keltett Búcsú c. kép.) 1972-74 között New Yorkban élt, majd 1974-ben Bonnba költözött.
Az 1980-as években bekövetkezett stílusváltását a selyem, textíliák és az olajkréta alkalmazása, illetve a kollázs-technika uralkodóvá válása jellemezte. Főleg ezekkel az élénk színhasználatú, mély gondolatiságú, sok szimbólumot rejtő, expresszív selyem- és textilkollázsaival és olaj-pasztelljeivel vált ismertté . Az ebben az időszakban készült munkái aprólékosan kidolgozott részek sokaságából, mozaikszerűen állnak össze új gondolatokat közvetíteni, új minőséget megfogalmazni hivatott egésszé (pl. Papagájos Hölgy, Hommage a'Vasarely, A Nagy Fogás c. selyem-kollázs).
A rendszerváltást követően ismét egyre többet dolgozott Budapesten, bár állandó lakhelye Bonn maradt. 2009 januárjában-februárjában hat hetes, nagyszabású életmű-kiállítása volt a hollandiai Wassenaarban (De Paauw Palota), amelyről a hazai média is nagy terjedelemben beszámolt (Népszabadság, Magyar Nemzet). 2010. június 3-18 között átfogó életmű-kiállítása volt "Budapest-New York-Bonn-Budapest" címmel a budapesti Közép-európai Kulturális Intézetben (KeKI). A kiállítás megnyitóján került sor az életművet ismertető monográfia bemutatására, amelynek szerzői Prof.Dr. Heijo Klein művészettörténész, a Bonni Egyetem tanára és Prof. Dr. Ildikó Klein-Bednay orientalista, textiltörténész. A kiállítás kuátora dr. Gellér Katalin művészettörténész volt. A megnyitóról a hivatkozott film-összeállítás készült.
Egyéni stílusú és technikájú portréi és csendéletei, aktábrázolásai, absztrakt kompozíciói, illetve képzeletbeli, fantasztikus tájképei Bednay Évát a 20. század végének jelentős magyar művészévé teszik, aki tevékenységével korát megelőzve akaratlanul is hozzájárult az európai kontinens kulturális újraegyesítéséhez.

## Egyéni kiállításai (válogatás)
- Gondolkodó1968 Budapest
- 1973 Gallery Zalaváry, New York
- 1973 Cleveland
- 1978 Bonn

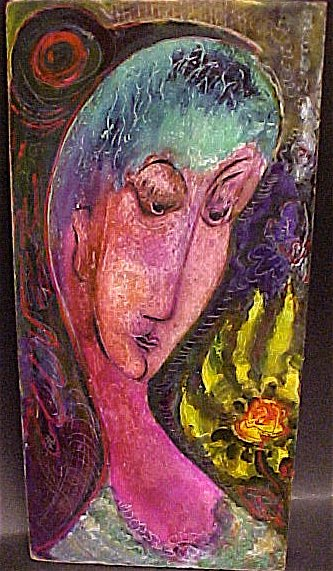
Gondolkodó

- 1980 Galerie Sheraton, Frankfurt am Main, Köln
- 1983 Bonn
- 1984 Galerie Dolezal, Basel, Zürich
- 1987 Nagy retrospektív kiállítás a művész 60. születésnapján, Kurfürstliches Gärtnerhaus, Bonn (gyűjt., kat.)
- 1987 Galerie Rahms, Bonn
- 1992 Stadthaus, Bergheim
- 1992 Universitäts Galerie, Köln
- 1998 Westfälische Wilhelms Universität, Münster
- 2002 Kiállítás a művész 75. születésnapja alkalmából, Magyar Nagykövetség Bonni Hivatala
- 2009 Átfogó életmű-kiállítás, De Paauw Palota, Wassenaar, Hollandia
- 2010 Átfogó életmű-kiállítás, Közép-európai Kulturális Intézet (KeKI), Budapest.

## Válogatott csoportos kiállítások

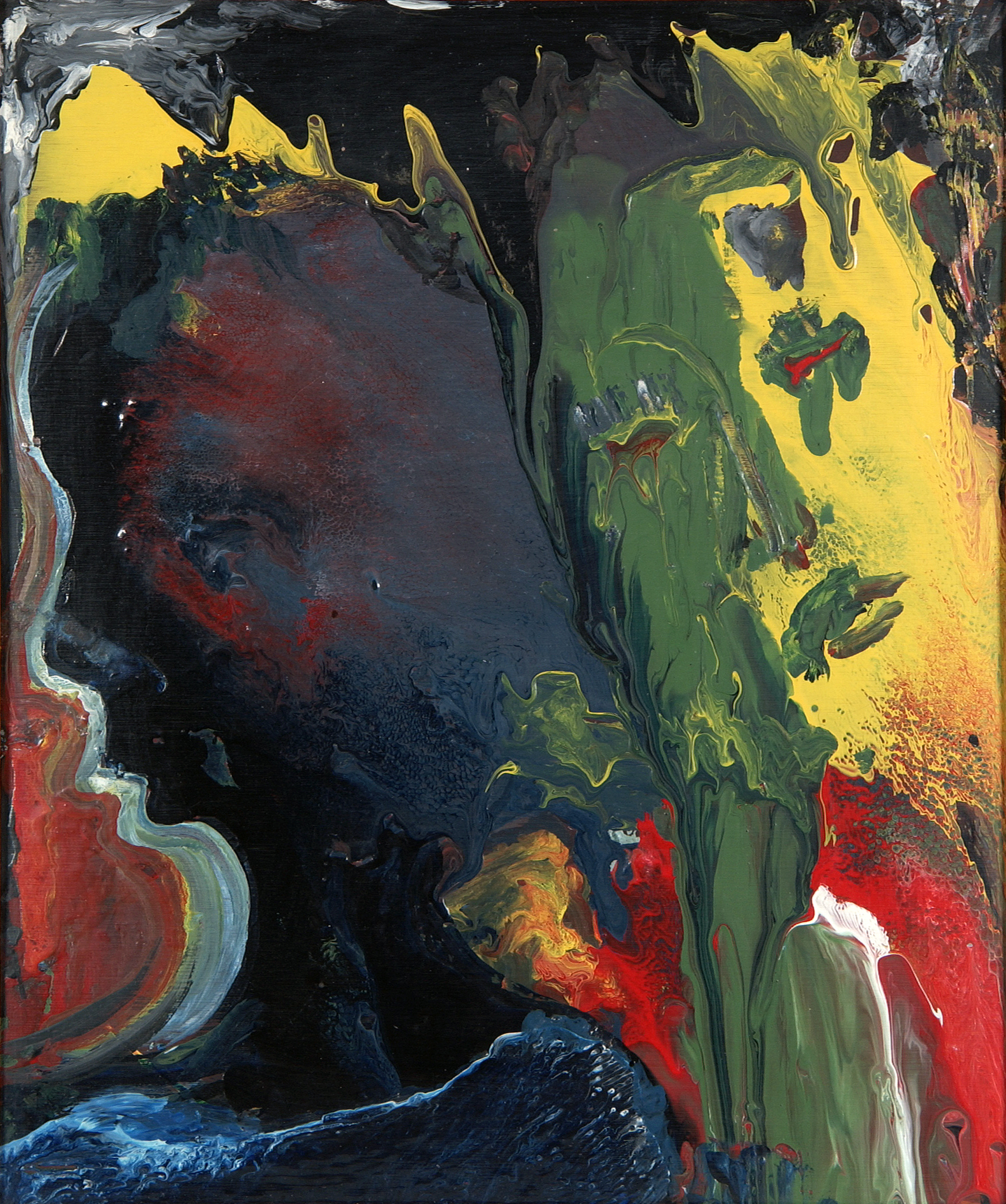

- 1973 Art Exhibition of the World Federation of Hungarian Artists, Cleveland/Ohio (kat.)
- 1973, 1974, 1977 Artists International, New York (kat.)
- 1975 Kunstmarkt, Landesmuseum, Bonn
- 1981 Ladies International, Colloquium der Damen, Stadthalle Bonn-Bad Godesberg
- 1982 Tisztelet a szülőföldnek. Külföldön élő magyar származású művészek II. kiállítása, Műcsarnok, Budapest (kat.)
- 1984 Művészek a Rajna és az Erft között (kat.)
- 1986 Aquarelle 1986
- 1986 Jahresausstellung des Bundesverbandes Bildender Künstler im Haus an der Redoute, Bonn-Bad Godesberg
- 1986 Komet Halley, Köln
- 1986 1. Bonner Regionale, Frauenmuseum, Bonn
- 1986 Outsiders. An exhibition by Artists from Other Countries living in Bonn together with artists from Oxford, Bonn (kat.)
- 1987 1. Rhein-Kunst-Triennale, Kunstverein, Frechen (kat.)
- 1988 Politik im Blickfeld. Bonner regionale III., Künstlerforum, Bonn (kat.)
- 1989 Bonner Kunstwoche (kat.)
- Lebensformen 2000 (kat.)

## Művek közgyűjteményekben

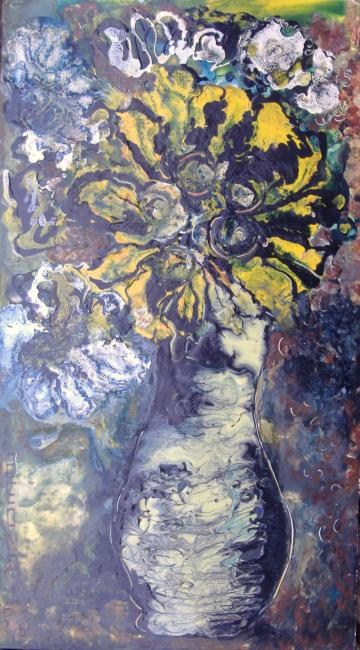

- Katholisches Bildungswerk, Bonn
- M. Bergheim

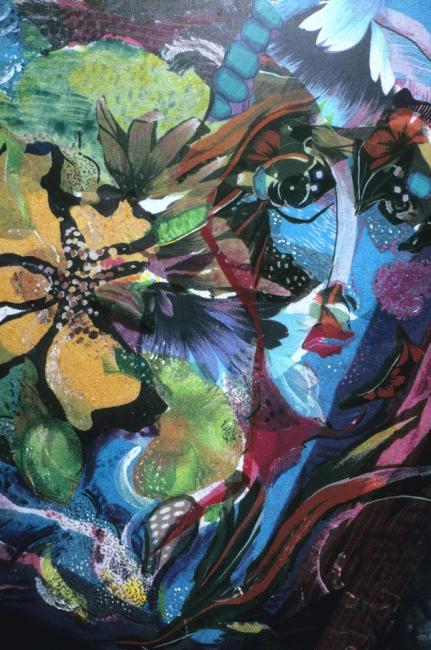

- Rheinische Friedrich Wilhelms Universität, Bonn
- Stadtmuseum, Frechen
- Stadtmuseum, Siegburg
- Westfälische Wilhelms Universität, Münster
- Magyar Nagykövetség, Hága.

## Tagságai
- Magyar Képzőművészeti Alap
- Künstlergruppe Bonn, Bundesverband Bildender Künstler (BKK), NSZK